# Eicosaan
Eicosaan of icosaan (IUPAC-naam), afgeleid van het Griekse εικοσι, hetgeen twintig betekent, is een verzadigde organische verbinding met als brutoformule C20H42. De koolwaterstof komt voor als kleurloze kristallen, die door hydrofobe eigenschappen onoplosbaar zijn in water. Het is wel goed oplosbaar in de meeste organische oplosmiddelen, zoals benzeen, di-ethylether, ethanol, aceton en tolueen. De verbinding kent 366.319 structuurisomeren, die alle in meerdere of mindere mate vertakt zijn.
Eicosaan kent minieme toepassingen in de petrochemische industrie, aangezien het door zijn hoge vlampunt moeilijk als brandstof kan gebruikt worden. Door de chemische inreactiviteit behoort het tot de groep der paraffines. Eicosaan is apolair en kan enkel zwakke intermoleculaire krachten aangaan (vanderwaalskrachten). De stof is een van de componenten van kaarsenwas.